# جک دایسون
جک دایسون (انگلیسی: Jack Dyson; ۸ ژوئیهٔ ۱۹۳۴ – ۲۲ نوامبر ۲۰۰۰) بازیکن فوتبال، و بازیکن کریکت اهل بریتانیا بود.
از باشگاه‌هایی که در آن بازی کرده‌است می‌توان به باشگاه فوتبال نورتویچ ویکتوریا و باشگاه فوتبال منچستر سیتی اشاره کرد.